# Aleuropteryx simillima
Aleuropteryx simillima is een insect uit de familie van de dwerggaasvliegen (Coniopterygidae), die tot de orde netvleugeligen (Neuroptera) behoort. 
De wetenschappelijke naam Aleuropteryx simillima is voor het eerst geldig gepubliceerd door Meinander in 1972.